# Gare de Noyelles
Gare de Noyelles vasútállomás Franciaországban, Noyelles-sur-Mer településen.

## Vasútvonalak
Az állomást az alábbi vasútvonalak érintik:
- Longueau–Boulogne-vasútvonal

## Kapcsolódó állomások
A vasútállomáshoz az alábbi állomások vannak a legközelebb:
- Gare de Rue
- Gare d’Abbeville
- Gare de Saint-Valery-Port
- Gare de Saint-Valery-Ville
- Gare du Crotoy